# Аманда Таппінг
Аманда Таппінг (англ. Amanda Tapping (*28 серпня 1965, Рошфорд, Ессекс, Англія) — канадська акторка, продюсерка і режисерка англійського походження.
Найпопулярніша роль — Саманта Картер в телесеріалі «Зоряна брама: SG-1», що вийшов на екрани в 1997 році. У четвертому сезоні телесеріалу «Зоряна брама: Атлантида» персонажка Таппінг командує експедицією в Атлантиді (замість Торрі Гіґґінсон), проте акторка відмовилася від постійної ролі у п'ятому сезоні.

## Особисте життя
У 1994 році одружилася з Аланом Ковачем. З 2004-го живе з чоловіком у Ванкувері, Британська Колумбія. 22 березня 2005 року народила дочку Олівію.
Має братів Річарда і Крістофера. Третій брат, Стівен, помер у грудні 2006 року.

## Фільмографія
| Акторка         | Акторка                                        | Акторка                                    | Акторка                                                     |
| Рік             | Фільм                                          | Роль                                       | Примітки                                                    |
| --------------- | ---------------------------------------------- | ------------------------------------------ | ----------------------------------------------------------- |
| 1994            | Лицар назавжди, Forever Knight                 | Др. Наомі Росс                             | Тел. Серіал, епізод «Near Death»                            |
| 1995            | Rent-A-Kid, Дитина напрокат                    | місіс Найслі                               | Телефільм                                                   |
| 1995            | Net Worth, Павутина                            | Колін Хоуі                                 | Телефільм                                                   |
| 1995            | The Haunting of Lisa, Видіння Лізи             | Джина/Янгол                                | Телефільм                                                   |
| 1995            | Ступінь вини                                   | Марсі                                      | Телефільм                                                   |
| 1996            | Flash Forward, Згадати майбутнє                | міс Янсуні                                 | Телефільм                                                   |
| 1996            | Remembrance, Спогади                           | Лінда                                      | Телефільм                                                   |
| 1996            | Golden Will: The Silken Laumann Story          | Кетрін Лоунман                             | Телефільм                                                   |
| 1996            | What Kind of Mother Are You?, Чия ви дитина?   | Інґрід Ельстад                             | фільм                                                       |
| 1996            | Due South, На південь                          | Одрі Маккена                               | Телесеріал, епізод «Starman»                                |
| 1996            | The X-Files, Секретні матеріали                | Каріна Сайлі                               | Телесеріал, епізод «Avatar»                                 |
| 1997            | The Donor, Донор                               | Кесі                                       | Фільм                                                       |
| 1997            | Booty Call Поклик плоті                        | Др. Мор                                    | Фільм                                                       |
| 1997            | Stargate SG-1                                  | Капітан/Майор/Підполковник. Саманта Картер | Телесеріал, 1997—2007                                       |
| 1998            | Millennium, Тисячоліття                        | Др. Кантор                                 | Телесеріал, епізод «Borrowed Time»                          |
| 1998            | The Outer Limits, За межею можливого           | ком. Кейт Жірард                           | Телесеріал, епізод «The Joining»                            |
| 2000            | Blacktop                                       | Офіціантка                                 | Телефільм                                                   |
| 2001            | The Void, Провал                               | Прф. Єва Содерстром                        | DVD фільм                                                   |
| 2002            | Stuck                                          | Ліз                                        | Фільм                                                       |
| 2002            | Life or Something Like It, Життя, чи щось таке | Керрі Медокс                               | Фільм                                                       |
| 2004            | Traffic                                        | Домогосподарка                             | Телесеріал                                                  |
| 2004            | Legend of Earthsea, Чарівник Земномор'я        | Леді Ельфарен                              | Телефільм                                                   |
| 2004            | Proof Positive                                 |                                            | Телесеріал 2004—2005                                        |
| 2005            | Stargate Atlantis                              | Полковник Саманта Картер                   | Телесеріал 2005—2009, Роль 2007—2008                        |
| 2006            | Breakdown, Крах                                | Мері Джонсон                               | Фільм                                                       |
| 2006            | Engaged to Kill, Заручені вбивством            | детектив Бурнс                             | Телефільм                                                   |
| 2007            | Sanctuary, Притулок                            | Др. Хелен Маґнус                           | серіал 2007—2008                                            |
| 2008            | Sanctuary, Притулок                            | Др. Хелен Маґнус                           | серіал 2007—2008                                            |
| 2008            | Зоряна брама: Ковчег правди                    | Підполковник Саманта Картер                | DVD фільм                                                   |
| 2008            | Зоряна брама: Континуум                        | Полковник Саманта Картер                   | DVD фільм                                                   |
| 2008            | Ghost Hunters                                  | Herself                                    | 2008 Halloween Live                                         |
| 2009            | Dancing Trees                                  | Мати                                       | Фільм                                                       |
| 2009            | Зоряна брама: Всесвіт                          | Полковник Саманта Картер                   | 2 епізоди: "Повітря: Частина 1", "Вторгнення: Частина 1"    |
| 2009–2010       | Різ: Падіння королівства                       | Оповідач                                   | Вебсеріал, головна роль                                     |
| 2010            | Canadian Comedy Shorts                         | Мері Джонсон                               | "Breakdown"                                                 |
| 2012            | Taken Back: Finding Haley                      | С'юзан                                     | Телефільм                                                   |
| 2012–2013, 2018 | Надприродне                                    | Наомі                                      | Телесеріал, епізодична роль                                 |
| 2013            | Мотив                                          | доктор Кейт Робінс                         | Телесеріал, епізод "Той, хто пішов геть"                    |
| 2014            | Пакетна угода                                  | Джиліан                                    | Телесеріал, епізоди "Нова робота Денні" і "Всі люблять Бет" |
| 2015            | Кіллджойс                                      | доктор Єгер                                | Телесеріал, епізод "Цілуй і прощай" (Kiss Kiss, Bye Bye)    |
| 2016–2017       | Мандрівники                                    | доктор Перроу                              | Телесеріал, епізодична роль (Сезони 2 та 3)                 |

## Відзнаки
- 2002: Leo Award за Найкраща гра акторки у Stargate SG-1 (епізод Ascension)
- 2004: Saturn Award як «Найкраща акторка другого плану на телебаченні» за Stargate SG-1
- 2004: Leo Award за Найкращу гру акторки у серіалі за Stargate SG-1 (епізод Grace)
- 2004: Leo Award за Найкращу режисуру
- 2005: Leo Award як «Найкраща акторка другого плану на телебаченні» за Stargate SG-1 (епізоди Threads)
- 2007: 8 канадська комедійна кінопремія за Найкраща акторка
- 2007: SyFy Genre Award за Найкраща акторка
- 2007: SyFy Genre Award за Найкраща вебпрезентація за Sanctuary
- 2009: Leo Award за Найкраща гра акторки за Sanctuary (епізод Requiem)
- 2009: Spotlight Award 2009 Woman of Vision (Спеціальний приз журі)
- 2010: YMCA Vancouver Women of Distinction Award за зв'язок з громадою

Отже, Аманда Таппінг чотири рази номінувалася на Saturn Award: у 2000, 2001, 2002 і 2004 роках. Лише у 2005 вона виграла і отримала нагороду в категорії «Найкраща акторка другого плану на телебаченні».